# Горгешть
Горгешть, Горгешті (рум. Gorghești) — село у повіті Бакеу в Румунії. Входить до складу комуни Стенішешть.
Село розташоване на відстані 239 км на північ від Бухареста, 31 км на південний схід від Бакеу, 84 км на південь від Ясс, 125 км на північний захід від Галаца.

## Населення
За даними перепису населення 2002 року у селі проживали 115 осіб, усі — румуни. Усі жителі села рідною мовою назвали румунську.